# Talpoș, Bihor
Talpoș (maghiară Talpas) este un sat în comuna Batăr din județul Bihor, Crișana, România.

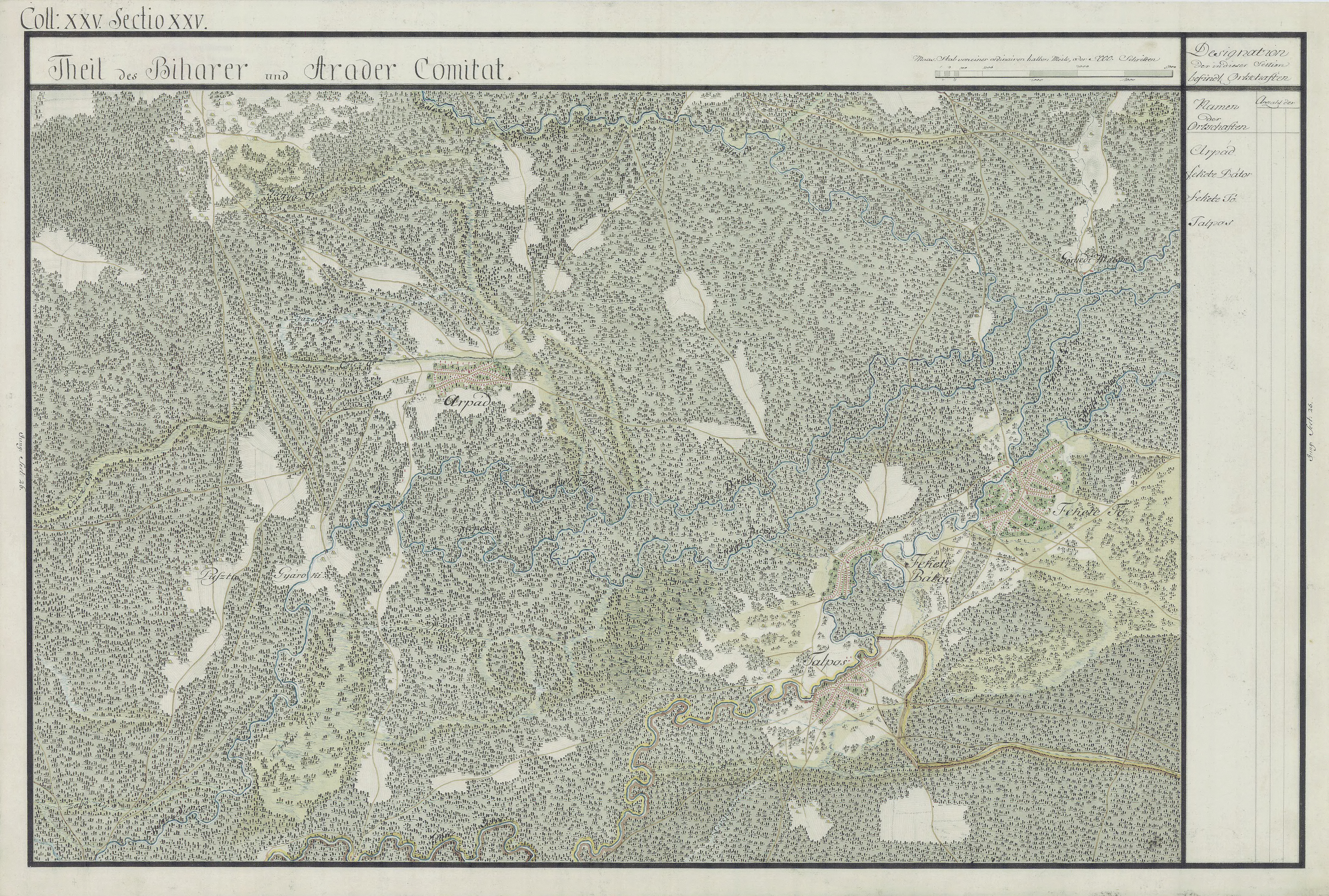
Talpoș în Harta Iozefină a Comitatului Arad, 1782-85

## Personalități
- Zeno Bundea, jucător de fotbal

 Acest articol despre o localitate din județul Bihor este deocamdată un ciot. Puteți ajuta Wikipedia prin completarea lui.